# Johan van Valckenburgh

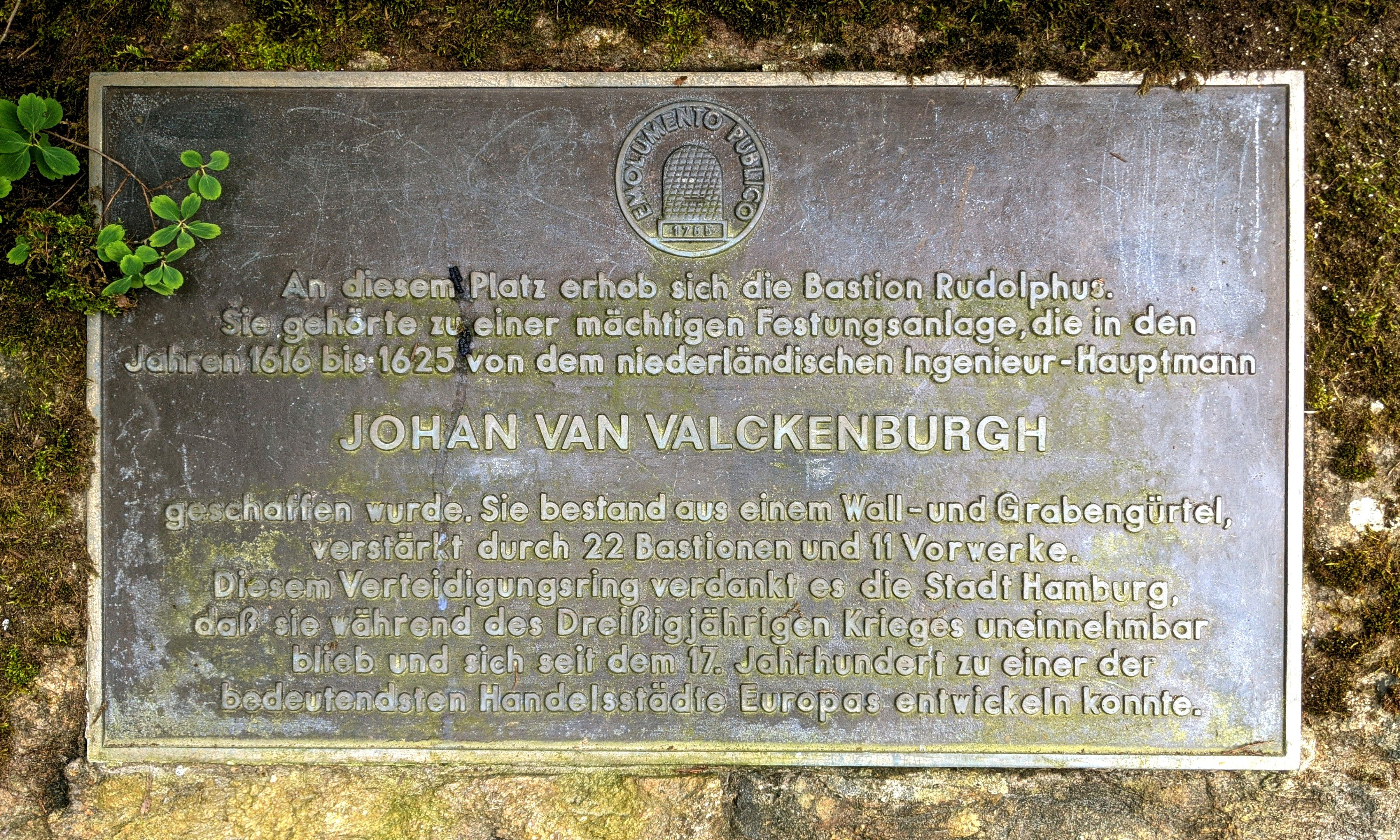
Monument bij de Hamburgse omwalling

Johan van Valckenburgh (± 1575 - 1625) was een Nederlandse ingenieur en militair die vooral bekend werd door zijn vestingbouwkundige werken.
In 1606 werd Van Valckenburgh ingenieur in dienst van prins Maurits van Nassau, de latere prins van Oranje. Zijn eerste project als zelfstandig ingenieur was voor de Duitse Hanzestad Lüneburg. Hij was verantwoordelijk voor 10 vestingbouwprojecten, waaronder de omwallingen van Hamburg (vanaf 1616), Bremen, Lübeck, Rostock, Ulm en Emden. Ook maakte hij in 1615 een tekening voor de nieuwe stadsuitleg van de stad Groningen. 
Na jarenlange wapenstilstand was de strijd tussen Spanje en de Nederlanden weer opgelaaid. Ook Johan van Valckenburgh moest zich als soldaat in de strijd werpen; hierbij stierf hij in 1625 in Voorburg.